# 엑스포타워
엑스포타워(영어: Expo Tower) 또는 99강원국제관광엑스포상징탑(영어: Gangwon International Tourism Expo Symbol Tower)은 대한민국 강원특별자치도 속초시 조양동 청초호 주변 부지에 1999 강원국제관광엑스포의 일환으로 조성한 공원내에 세워진 전망타워이다. 1999년 준공되었으며 공식 명칭은 99강원국제관광엑스포상징탑이다.
엑스포타워는 총 73.4m 높이로 아파트 22층 높이이며, 같은 대한민국 내에 있는 타워들 중에서는 상대적으로 작은 규모를 가지고 있다. 수직으로 상승하는 역동 적형태는 자연, 환경, 관광을 모티브로 발전하는 강원특별자치도의 미래를 상징하며, 아름다운 여인상을 연상케 하는 나선형의 상승구조는 태양의 반사각도에 따라 다양한 변화를 연출하고 있다.

## 역사
1997년에 설계되었다. 1998년에 착공하여 1999년에 완공되었고 같은 해에 개장했다. 강원국제관광엑스포가 개최되었다. 2007년, 2009년, 2011년 황사가 속초에 있었다고 한다. 2013년 주변에 리모델링을 한다고 한다. 2014년 10월 20일 철골구조물 교체공사를 한다고 운영이 중단되었다. 12월 1일 임시 휴장이다. 2015년 2월 16일에 철골구조물 다 교체했다. 이후 전망대에 들어갈 수 있다.

## 높이
높이 73m이다. 완공 당시 속초시에서 가장 높은 탑이 되었다. 현재 속초시에서 가장 높은 탑이다. 타워 15층에 설치된 전망대는 65m 높이에 단층규모로 설치되어 있다.

## 특징
타워에 설치된 전망대는 높은 높이에 단층규모로 설치되어 있으며, 전망테이블과 설악산 관광명소 사진 전시코너, 기념품 코너가 있어 여행 도중에 피곤할 때 간단한 휴식을 할 수 있으며, 두 대의 고성능 망원경이 설치되어 있어 동쪽으로는 동해바다와 청호대교를, 서쪽으로는 유리에 붙어 있는 안내 문구를 통해 설악산 울산바위와 대청봉까지 조망 가능하다. 해질 무렵이나 야간에는 타워에 설치된 색색의 조명에 의해 멋진 야경을 관람할 수 있다.
이 타워에 설치된 엘리베이터(1대, 24인승)는 다른 엘리베이터와는 달리 동해바다쪽으로 유리가 있어 올라가는 동안 99강원국제관광엑스포가 열렸던 엑스포 공원과, 속초 조양동 내 새로 조성된 시가지 등을 관람할 수 있다.
입장료는 어른이 2,500원, 청소년이 2,000원, 어린이가 1,000원이며, 대한민국 강원특별자치도 내에 거주하는 주민일 경우 주민등록등본을 제시하고 할인 혜택을 받을 수가 있다.
또한 엑스포타워 주변에는 IMAX 영화관과 미니오토바이 이용시설 등이 있어 알찬 여가 활동을 즐길 수 있다.

## 내부 시설
지하에는 전시관이 있고 지상에는 엘리베이터와 전망대가 있다.
| 층수     | 시설       |
| -------- | ---------- |
| 15층     | 전망대     |
| 14층     | -          |
| 8층      | -          |
| 2층      | -          |
| 1층      | 엘리베이터 |
| 지하 1층 | 전시관     |

## 같이 보기
- 강원특별자치도의 마천루 목록
- 속초시의 마천루 목록
- 83타워
- N서울타워
- 부산타워
- 양산타워
- 경주타워
- 남동타워